# 宁可
宁可（1928年—2014年2月18日），男，湖南浏阳人，中国历史学家、敦煌学家，曾任首都师范大学教授、博士生导师。